# Uduba dahli
Uduba dahli är en spindelart som beskrevs av Simon 1903. Uduba dahli ingår i släktet Uduba och familjen Zorocratidae.
Artens utbredningsområde är Madagaskar. Inga underarter finns listade i Catalogue of Life.